# Chilam Balam

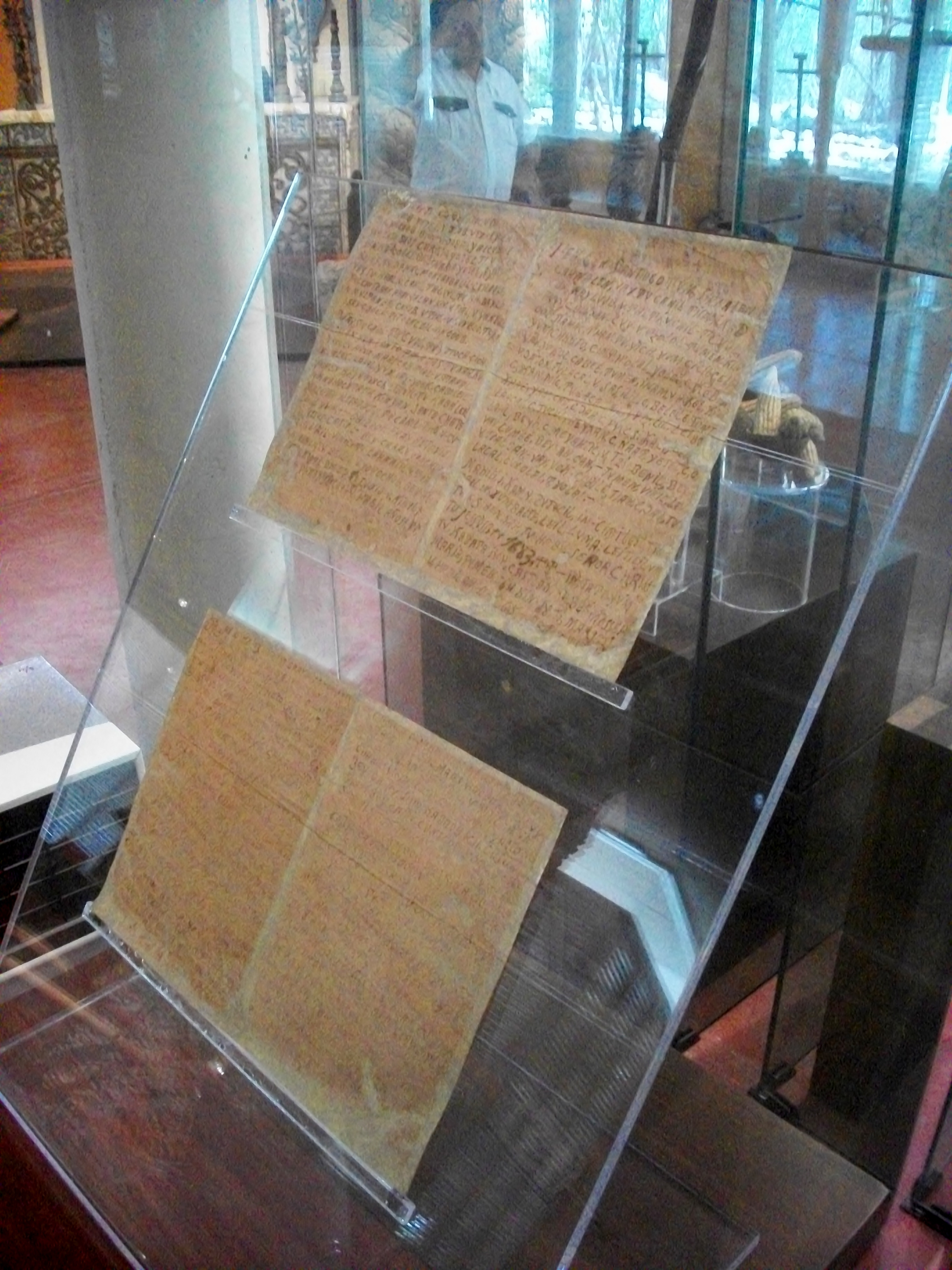
Pàgines del Chilam Balam de Ticul, escrites en el, que s'exhibeixen en el Museu del Poble Maia en Dzibilchaltún, Iucatan, Mèxic.

Chilam Balam és el nom de diversos llibres que relaten fets i circumstàncies històriques de la civilització maia. Escrits en llengua maia, per personatges anònims, durant els segles xvi i xvii, en la península de Yucatán. A aquest nom se li agrega el nom de la població on van ser escrits, per exemple, el Chilam Balam de Chumayel, etc.

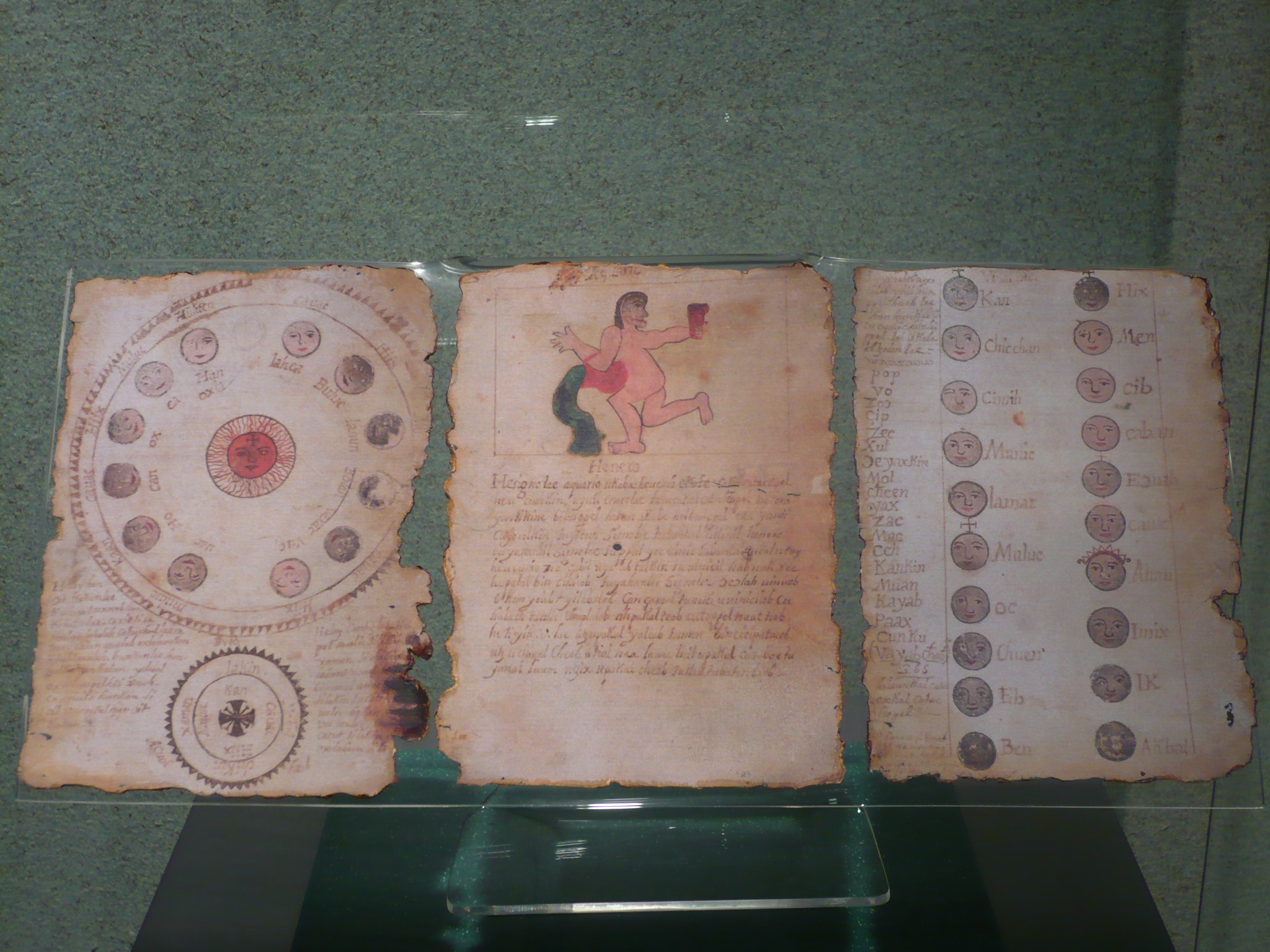
Còpia del Llibre de Chilam Balam d'Ixil al Museu Nacional d'Antropologia, Mèxic

Són font important per al coneixement de la religió, història, folklore, medicina i astronomia maia precolombina.
Els llibres del Chilam Balam van ser redactats després de la conquesta espanyola de Yucatán. Durant l'època colonial, la major part dels escrits i vestigis de la religió maia van ser destruïts pels missioners catòlics espanyols, en considerar que tals vestigis representaven influències paganes i, per tant, nocives per la catequització dels maies. Els llibres Chilam Balam van ser escrits pels maies després de la conquesta, presumptament propiciats pels europeus, per la qual cosa en la seva redacció es nota ja la influència de la cultura espanyola, sobretot en matèria religiosa. Els llibres en el seu conjunt relaten esdeveniments de rellevància històrica consignats conforme als katuns (períodes de 20 anys) del calendari maia. Els relats deixen constància de les tradicions religioses del poble original, així com del seu esdevenir històric. Alguns historiadors pensen que els llibres podrien contenir certa informació que hauria provingut, a través de la memòria col·lectiva, dels escrits destruïts en l'acte de fe de Maní de l'arquebisbe Diego de Landa (1524-1579).
| « | Des del segle xvi, indígenes evangelitzats van recopilar, en alfabet llatí, velles memòries orals abocades en còdexs o dibuixos. Així es van anar reunint textos de diversa naturalesa: cosmogonies, calendaris, astronomia, rituals, cròniques i profecies; tots sense estructura unitària. Entre aquestes memòries estan els llibres del profeta Chilam Balam de la regió de Chumayel a Yucatán. En el text es diu, és la “Profecia de Chilam Balam, que era cantor, en l'antiga Maní”, qui preparava als maies sobre l'arribada d'un “Pare, senyor del cel i de la terra”. | » |

S'estima que originalment existien més textos de Chilam Balam, encara que només uns quants han arribat fins als nostres dies.

## Llibres de «Chilam Balam»

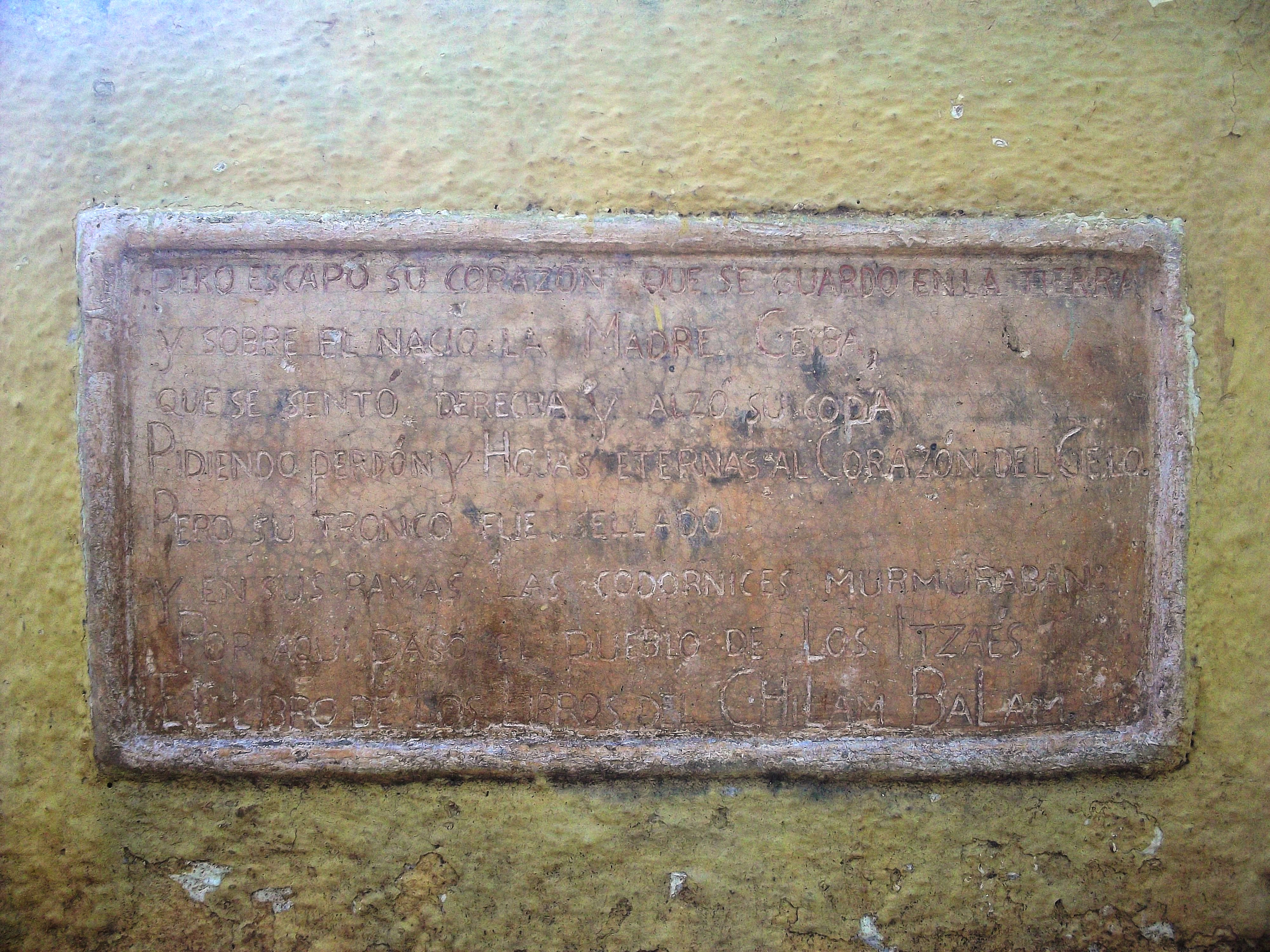
Frases del Chilam Balam.

Cada gran poblat va escriure el seu propi llibre, per la qual cosa existeix el Chilam Balam de diverses localitats. Entre els més importants es troben els següents:
- Chilam Balam de Chumayel, el més complet i potser el més important. Hi ha versions en diverses llengües, i destaquen les realitzades per Peret i Le Clézio (al francès), per Ralph L. Roys (a l'anglès) i per Antonio Mediz Bolio (al castellà).[3]
- Chilam Balam de Kaua, que formà part de la col·lecció de William E. Gates.
- Chilam Balam de Ixil
- Chilam Balam de Maní
- Chilam Balam de Nah (al municipi de Teabo). Conté dates sobre fitoteràpia maia. És semblant al de Kaua i junt amb aquest va formar part de la col·lecció de William E. Gates. Conté material mèdic que fou traduït per Ralph L. Roys a l'anglès i publicat en 1931.[4]
- Chilam Balam de Tekax
- Chilam Balam de Tizimín
- Chilam Balam de Tusik
- Chilam Balam de Yaxkukul

En el segle xix, el filòleg iucatec Juan Pío Pérez, va realitzar una recopilació fragmentària dels chilambalam de Maní, Kaua i Ixil, juntament amb altres documents importants, amb el propòsit d'estudiar la cronologia dels maies a Yucatán. Els va publicar amb el nom de Còdex Pérez.

## Etimologia
A causa que l'idioma maia utilitza molts homònims (paraules amb idèntic significat), no hi ha una certesa absoluta sobre la traducció de les paraules chilam balam. Es pot traduir com a ‘sacerdot jaguar’ o ‘boca del jaguar’:
- balam: ‘bruixot’, ‘mag’, o ‘jaguar’ (que pot ser també un déu jaguar); s'utilitza també com patronímic i toponímic.
- chilam (‘boca’ o ‘el que és boca’) és el títol que es donava als sacerdots religiosos, que interpretaven els llibres i la voluntat dels déus.